# Cléopâtre du Pont
Cléopâtre du Pont (en grec ancien : Κλεοπάτρα), née vers 110 avant J.-C. et décédée après 58 avant J.-C., était une princesse pontique et une reine consort d'Arménie.
Elle était l'une des filles du roi Mithridate VI du Pont et de la reine Laodicé. Cléopâtre est parfois connue sous le nom de Cléopâtre l'Ancienne, pour la distinguer de sa sœur du même nom. Elle naquit et grandit dans le royaume du Pont. Elle était l'épouse du roi arménien Tigrane le Grand en 94 av. J.-C.[réf. nécessaire], cimentant l'alliance entre Pont et l'Arménie.
Elle a joué un rôle décisif dans la vie de Tigrane et de toute l'Arménie. Cléopâtre donna trois fils à Tigrane : Zariadres, Artavazde II d'Arménie et Tigrane, et deux filles. Une fille a épousé le roi Pacorus Ier de Parthie et l'autre a épousé le roi Mithridate Ier de Médie Atropatène[réf. nécessaire].
Tigrane a choisi une politique étrangère différente de celle de Mithridate envers la République romaine en fonction de ses intérêts, et il signa finalement un traité avec Rome à la suite de la bataille d'Artaxata en 68 avant J.-C., à la suite de laquelle Cléopâtre, sous l'influence de son père, incita leurs fils à trahir Tigrane. En 66 avant J.-C., Pompée captura le jeune Tigrane et l'emmena à Rome en otage. Tigrane s'échappa plus tard en 58 avec l'aide de Publius Clodius Pulcher. L'historien romain Asconius décrit l'événement. Les fils tentèrent en vain de s'emparer du trône de Tigrane ; Zariadres et son jeune frère furent exécutés par Tigrane[réf. nécessaire].
Cléopâtre a échappé à son père et a vécu le reste de sa vie dans le Pont[réf. nécessaire].

## Remarques
1. Asconius. ↑ Asconius, on Cicero's Pro Milone.